# 巴奇拉奥恩
巴奇拉奥恩（Bachhraon），是印度北方邦Jyotiba Phule Nagar县的一个城镇。总人口27784（2001年）。

## 人口
该地2001年总人口27784人，其中男性14653人，女性13131人；0—6岁人口5243人，其中男2751人，女2492人；识字率40.08%，其中男性为46.57%，女性为32.85%。